# Instituto Nacional de Tecnologia da Informação
Das ITI (Instituto Nacional de Tecnologia da Informação) ist die oberste brasilianische IT-Behörde, vergleichbar etwa mit dem Bundesamt für Sicherheit in der Informationstechnik (BSI) in Deutschland.
Ihre Aufgaben bestehen hauptsächlich im Aufbau und Betrieb einer zentralisierten Verwaltung für digitale Signaturen (PKI) sowie der Implementierung freier Software auf Regierungsebene.
Als Autoridade Certificadora Raiz (port. Autorisierter Herausgeber von Zertifikaten der höchsten Ebene) erfüllt das ITI das am 21. Oktober 2004 erlassene Gesetz über die Einführung einer staatlichen Instanz für digitale Signaturen. Ihm unterstehen dabei weitere akkreditierte Institutionen, derzeit sind es sieben Unternehmen und Behörden, welche ihrerseits dann als Zertifizierungsinstanzen für das dritte Niveau, die Angestellten und Endkunden, dienen.
Ziel ist die Errichtung der ICP-Brasil (Infraestrutura de Chaves Públicas - port. Infrastruktur öffentlicher Schlüssel) zur Absicherung der digitalen Kommunikation.
Im Bereich der freien Software gibt es seit 29. Oktober 2003 ein von Präsident Lula erlassenes Gesetz über die Migration sämtlicher staatlicher Stellen auf Systeme, deren Quelltext zumindest offen liegt, besser aber noch auch modifiziert verbreitet werden kann. Durch diesen Schritt sollen sowohl die Kosten gesenkt als auch die Binnenwirtschaft im Bereich Software angekurbelt werden. Der Betrieb des staatlichen Portals über das Thema, die Migration des Rundfunk-Streaming aus dem Parlament und die Einrichtung einer fortschrittlichen Registrierungsstelle für Domainnamen, die auch durch andere Staaten genutzt werden kann, wurden bereits umgesetzt. Für die internetspezifischen Aufgaben ist eine spezielle Abteilung zuständig.
Des Weiteren wird die Einführung des PC Conectado durch das ITI vorbereitet. Dieses Großprojekt soll einer Million Menschen mit niedrigem Einkommen den Zugang zur Informationsgesellschaft ermöglichen. Dieser auch digitale Einbindung genannte Prozess wird durch weitere, teilweise durch das ITI unterstützte, Projekte getragen, wie beispielsweise die städtischen Telecentros, die "Casas Brasil" Projekt.
Amtierender ITI-Präsident (seit 2005) ist Renato Martini.